# Basquetebol do Club de Regatas Vasco da Gama
O Basquetebol do Club de Regatas Vasco da Gama é o departamento de basquetebol do clube poliesportivo brasileiro homônimo, sediado na cidade do Rio de Janeiro. O clube disputa competições com o nome fantasia Vasco da Gama Basquete, ou, por razões de patrocínio, R10 Score Vasco da Gama. A seção de basquete cruzmaltina foi criada em 11 de maio de 1920 (105 anos).
O time masculino do Vasco da Gama ganhou o Campeonato Nacional em 2000 e 2001, a Liga Sul-Americana de Basquete em 1999 e 2000 e o Campeonato Sul-Americano de Clubes nos anos de 1998 e 1999. Enquanto o time feminino conquistou o Campeonato Brasileiro em 2001 e a Liga Sul-Americana de Basquetebol em 2002.

## Basquete masculino

### História
Na Taça Brasil de 1965, a primeira competição nacional masculina de basquete, o Vasco da Gama, campeão carioca, tornou-se o vice-campeão ao perder a melhor de três partidas para o campeão paulista Corinthians por 2 a 1.
Em 1966, na segunda edição da Taça Brasil disputado na cidade de Belém, no Pará, o time novamente termina com o vice-campeonato ao perder para o mesmo Corinthians na final por 76 a 62.
Na Taça Brasil de 1980, o Vasco perdeu a final para o Franca por 87 a 67, terminando com o vice-campeonato brasileiro pela terceira vez na sua história.
Em 1999, o Cruzmaltino derrotou, no Maracanãzinho, o Boca Juniors, da Argentina por 76 a 68 no segundo jogo da melhor de três partidas e conquistou o primeiro título de um clube brasileiro da Liga Sul-Americana de Basquete, garantindo vaga no torneio internacional McDonald's Championship.
O clube do técnico porto-riquenho Flor Meléndez e dos jogadores Charles Byrd, Vargas, Demétrius, Rogério e Sandro Varejão jogou o McDonald's Championship de 1999 na Itália. Após vencer o Adelaide 36ers, da Austrália, na fase preliminar e o campeão da Euroliga, o BC Žalgiris, da Lituânia, na semifinal, o Vasco perdeu a final para o San Antonio Spurs, de Tim Duncan, por 103 a 68, sendo o primeiro clube brasileiro a enfrentar uma equipe da NBA.
No Campeonato Nacional de 2000, o Vasco do técnico Hélio Rubens terminou na liderança da primeira fase com 21 vitórias e apenas cinco derrotas. Nos playoffs, eliminou Londrina e o Franca, antes de enfrentar o Flamengo, de Oscar, na decisão. Na melhor de cinco jogos, o time derrota o Flamengo por 110 a 103 na prorrogação do quarto jogo no Maracanãzinho e vence a série por 3 a 1, conquistando o primeiro título brasileiro.
Em 2001, o Vasco conquista o bicampeonato brasileiro ao derrotar na final o COC/Ribeirão Preto por 3 a 0 na melhor de cinco partidas. Em 2007, o Cruzmaltino fez um acordo com o Lobos Brasília, para que a equipe candanga disputasse o Campeonato Carioca com a camisa vascaína.
Em 2014, após sete anos, o Vasco retorna a uma competição do adulto masculino (Torneio Carioca). O clube vascaíno chegou a pedir sua inscrição para disputar o Campeonato Carioca, mas não a confirmou e desistiu da disputa.
Em 2016, a equipe disputou a Liga Ouro, torneio considerado à época o Campeonato Brasileiro da 2.ª Divisão, que dava ao campeão vaga direta ao Novo Basquete Brasil (Campeonato Brasileiro da 1.ª Divisão) na edição 2016–17.
Na primeira fase, termina na segunda colocação com sete vitórias e cinco derrotas, avançando à semifinal. O time do Vasco vence o Ginástico, de Minas Gerais, por 3 a 0 na melhor de cinco partidas e avança à final para enfrentar o time do Campo Mourão, do Paraná. O Gigante da Colina vence o quinto jogo da final por 87 a 77 no Ginásio JK, em Campo Mourão. O time havia perdido os dois primeiros jogos da série, contudo ganhou os últimos três jogos, tornando-se campeão da Liga Ouro e garantiu vaga no NBB 9. Assim, retornou à elite do basquetebol brasileiro pela primeira vez desde 2003, quando disputou o Campeonato Nacional daquele ano.
Em 2016, na estreia do Campeonato Carioca, competição que não disputava desde 2007, venceu o Botafogo por 77 a 53.
O time terminou a fase de classificação na segunda colocação com cinco vitórias e apenas uma derrota.
Na semifinal, o time derrota o Macaé por 2 a 0 na melhor de três partidas e classifica-se para a final, onde enfrentaria o rival Flamengo.
Após uma vitória de cada lado, Vasco não comparece ao último jogo da final alegando falta de segurança no Ginásio do Tijuca. Assim, o Flamengo conquistou o título estadual por W.O.
No retorno à elite nacional, Vasco derrota na prorrogação o Minas por 85 a 83 na Arena Juscelino Kubitschek, em Belo Horizonte, na estreia do NBB 9.
No primeiro Clássico dos Milhões da história do NBB, Vasco derrota o Flamengo por 78 a 77 na Arena da Barra sem torcida devido à falta de efetivo da Polícia Militar do Rio de Janeiro.
O time encerra a primeira fase na nona colocação com 14 vitórias e 14 derrotas, classificando-se aos playoffs.
Nas oitavas de finais, o time é eliminado pelo Pinheiros por 3 a 2 na melhor de cinco partidas.
Em sua segunda participação no NBB, o Vasco é novamente eliminado nas oitavas de final, agora pelo Bauru por 3 a 1 na melhor de cinco partidas no NBB 10.
Depois de três parcipações no NBB, o Vasco não participou da edição de 2019–20, após a suspensão do basquete profissional do clube por questões financeiras. Desde então, o basquete adulto está desativado.

### Títulos
| Continentais   | Continentais                                | Continentais | Continentais                                                                                    |
|                | Competição                                  | Títulos      | Temporadas                                                                                      |
| -------------- | ------------------------------------------- | ------------ | ----------------------------------------------------------------------------------------------- |
|                | Liga Sul-Americana                          | 2            | 1999 e 2000                                                                                     |
|                | Campeonato Sul-Americano de Clubes Campeões | 2            | 1998 e 1999                                                                                     |
| Nacionais      |                                             |              |                                                                                                 |
|                | Competição                                  | Títulos      | Temporadas                                                                                      |
| Brasil         | Campeonato Brasileiro                       | 2            | 2000 e 2001                                                                                     |
| Brasil         | Campeonato Brasileiro - 2.ª Divisão         | 1            | 2016                                                                                            |
| Estaduais      |                                             |              |                                                                                                 |
|                | Competição                                  | Títulos      | Temporadas                                                                                      |
| Rio de Janeiro | Campeonato Carioca                          | 16           | 1946, 1963, 1965, 1969, 1976, 1978, 1979, 1980, 1981, 1983, 1987, 1989, 1992, 1997, 2000 e 2001 |
| Rio de Janeiro | Campeonato Carioca - 2ª Divisão             | 2            | 1940 e 1949                                                                                     |
| Rio de Janeiro | Taça Kanela                                 | 2            | 1997 e 1999                                                                                     |
| Rio de Janeiro | Torneio Carioca                             | 1            | 2014                                                                                            |

#### Outros torneios
- Taça Gerdal Bóscoli: 7 vezes (1964, 1965, 1966, 1967, 1968, 1971 e 1977).
- Campeonato Municipal: 5 vezes (1979, 1980, 1981, 1982 e 1983).
- Taça Rio de Janeiro: 4 vezes (1979, 1980, 1983, 1984).
- Taça Eficiência: 4 vezes (1981, 1982, 2001 e 2003).
- Taça Ivan Raposo: 3 vezes (1970, 1974 e 1975).
- Copa Rio-Esportes: 2 vezes (1991 e 1993).
- Torneio Início: 2 vezes (1925 e 1991).
- Taça Guanabara: 2 vezes (1968 e 1969).
- Torneio Jacob Raimundo: 2 vezes (1969 e 1971).
- Torneio José Pinto Osório: 1954.
- Torneio João Reis: 1954.
- Campeonato Carioca de Lance Livre: 1954.
- Torneio Jubileu de Prata de Belo Horizonte: 1962.
- Torneio Quadrangular IV Copa Mundial: 1963.
- Troféu Superball: 1963.
- Torneio Clube de Regatas Icaraí: 1963.
- Torneio Quadrangular do CRVG: 1968.
- Taça Crônica Especializada de Basquete: 1968.
- Troféu José de Souza Bastos Júnior: 1970.
- Taça Almirante Marcílio Fonseca: 1972.
- Taça ABC: 1974.
- Torneio Quadrangular (BISC): 1975.
- Troféu Álvaro Costa Melo: 1976.
- Torneio Ney Braga: 1977.
- Taça Jovino Pavan: 1978.
- Taça Gama Filho: 1979.
- Troféu Jubileu de Prata de Volta Redonda: 1979.
- Jogos Abertos de Cabo Frio: 1980.
- Torneio Integração: 1981.
- Torneio dos Campeões do Brasil: 1981.
- Copa Governador do Estado de Minas Gerais: 1981.
- Torneio de Apresentação: 1983.
- Taça Jubileu de Ouro da FMB: 1983.
- Taça Floriano Manhães Barreto: 1985.
- Torneio de Preparação: 1985.
- Jogos Adultos de Vila Velha (PR): 1985.
- Torneio Brasil 500 Anos: 2000.
- Torneio Super Four: 2016.
- Copa Avianca: 2017.
- Copa KTO: 2023.

### Campanhas de destaque
- Vice-campeão do McDonald's Championship: (1999)
- Vice-campeão do Campeonato Pan-Americano de Clubes: (1999)
- Vice-campeão da Liga Sul-Americana: (2002)
- Vice-campeão do Campeonato Sul-Americano de Clubes Campeões: (2000)
- Vice-campeão do Campeonato Brasileiro: 4 vezes (1965, 1966, 1980, 1999)
- Vice-campeão do Campeonato Carioca: 18 vezes (1940, 1943, 1947, 1957, 1964, 1966, 1967, 1968, 1971, 1972, 1974, 1975, 1977, 1984, 1990, 1998, 2007 e 2016)

### Últimas temporadas
- a  Com a criação da Champions League na temporada 2019-20, a Liga das Américas deixou de ser disputada.

Legenda:
| Campeão Vice-campeão | Classificado à Champions League Classificado à Liga das Américas Classificado à Liga Sul-Americana | Rebaixado à divisão inferior. Promovido à divisão superior. |

- NBB = Novo Basquete Brasil
- LO = Liga Ouro de Basquete
- FC = Eliminado na fase de classificação
- OF = Eliminado nas oitavas de finais
- QF = Eliminado nas quartas de finais
- SF = Eliminado nas semifinais

### Prêmios individuais
MVP da Liga Sul-Americana
- Charles Byrd (1999)
- José Vargas (2000)

Líder de assistências do Campeonato Nacional
- Daniel Farabello (2003)

Líder de roubos de bola do Campeonato Nacional
- Demétrius Ferracciú (2000)

MVP da Liga Ouro
- Gaúcho (2016)

Jogo das Estrelas NBB
* jogador titular
- David Jackson (2017*, 2018*)

### Medalhistas de Seleções

#### Jogos Olímpicos
- Alfredo da Motta: bronze em Londres 1948

#### Campeonato Mundial
- Edson Bispo: ouro no Chile 1959

#### Jogos Pan-Americanos
- Aylton: ouro em Winnipeg 1999
- Demétrius Ferracciú: ouro em Winnipeg 1999
- Helinho: ouro em Winnipeg 1999
- Rogério Klafke: ouro em Winnipeg 1999
- Sandro Varejão: ouro em Winnipeg 1999
- Edson Bispo: bronze na Cidade do México 1955

### Jogadores históricos
- Alexandre
- Alexey
- Alfredo da Motta
- Aylton
- Byra Bello
- César
- Charles Byrd
- Daniel Farabello
- Demétrius
- Edson Bispo
- Evaristo Pérez
- Fernando Brobró
- Helinho
- Janjão
- José Vargas
- Manteiguinha
- Marquinhos
- Mingão
- Muñoz
- Murilo Becker
- Nenê
- Nezinho
- Ricardinho
- Roberto Felinto
- Rogério Klafke
- Sandro Varejão
- Waldir Boccardo

### Treinadores históricos
- Alberto Bial
- Hélio Rubens
- Flor Meléndez

## Basquete feminino

### História
A equipe feminino conquistou o Campeonato Brasileiro de 2001. O time derrotou o Paraná Basquete por 97 a 83 na quinta e última partida da final. Janeth foi a cestinha da partida com 40 pontos e eleita a melhor jogadora da competição.

### Títulos
| Continentais   | Continentais          | Continentais | Continentais      |
|                | Competição            | Títulos      | Temporadas        |
| -------------- | --------------------- | ------------ | ----------------- |
|                | Liga Sul-Americana    | 1            | 2002              |
| Nacionais      |                       |              |                   |
|                | Competição            | Títulos      | Temporadas        |
| Brasil         | Campeonato Brasileiro | 1            | 2001              |
| Estaduais      |                       |              |                   |
|                | Competição            | Títulos      | Temporadas        |
| Rio de Janeiro | Campeonato Carioca    | 3            | 2000, 2001 e 2003 |

### Prêmios individuais
MVP do Campeonato Brasileiro
- Janeth (2001)

Cestinha do Campeonato Brasileiro
- Janeth (2001)

### Medalistas de Seleções

#### Jogos Olímpicos
- Claudinha: bronze em Sydney 2000
- Janeth Arcain: bronze em Sydney 2000
- Kelly: bronze em Sydney 2000

### Jogadoras históricas
- Claudinha
- Janeth
- Kelly

### Treinadoras históricas
- Maria Helena Cardoso